# As Grandes Figuras do Mundo Português
As Grandes Figuras do Mundo Português foi uma série de documentários radiofónico sobre grandes personalidades da História de Portugal.